# 摩洛哥的一夫多妻制
一夫多妻制在摩洛哥是合法的 ，但由于政府在2004年发布了相关限制而变得少见，它只授权通过财务认证的丈夫迎娶第二个妻子的权利 。此外，丈夫在迎娶前必须得到现任妻子的书面许可 。如果未能遵守该规定，并在未获得现任妻子许可的情况下结婚，丈夫会遭到逮捕。